# La casa en la sombra
La casa en la sombra (On Dangerous Ground) es una película negra de 1951 dirigida por Nicholas Ray (y una Ida Lupino no acreditada ), producida por John Houseman y protagonizada por Lupino y Robert Ryan. El guion fue escrito por AI Bezzerides basado en la novela de 1945 Mad with Much Heart, de Gerald Butler.
Completada a principios de 1950, la película permaneció bajo llave en el estudio RKO durante casi dos años porque su conservador y excéntrico propietario, Howard Hughes, estaba indeciso sobre el producto de Ray. Finalmente la hizo acortar en 10 minutos y volvió a filmar varias escenas en las que Nicholas Ray no intervino y llevó la película, que había sido manipulada de esta manera, a los cines a finales de 1951, donde pronto se convirtió en un fracaso.

## Trama
El amargado y cínico detective de policía Jim Wilson es conocido por sacarle información a golpes a los sospechosos y testigos. Después de que ignora las advertencias de su jefe al respecto, lo relegan a un caso en el norte del estado para que se calme. Se une a la persecución del asesino de una niña. La pandilla está dirigida por Walter Brent, el padre de la víctima, quien está decidido a vengarse. Durante una persecución después de detectar al asesino, Wilson y Brent se separan de los demás y lo rastrean hasta una casa remota.
Encuentran a Mary Malden, una mujer ciega, sola en la casa. Se enteran de que vive con su hermano, Danny. Wilson se siente atraído por la abnegada Mary y cuando se entera de que el asesino es su hermano y tiene una enfermedad mental, acepta su pedido de protegerlo de Brent y arrestarlo pacíficamente.
Mary sabe que Danny se esconde en el sótano y trata de hacerle entender que Wilson es un amigo que se lo llevará para que lo ayuden. En su camino de regreso a la casa, Wilson la confronta. Mientras explica el estado mental de su hermano, Danny huye del sótano.
Wilson sigue a Danny a una choza aislada y logra entablar una conversación con él con calma. Danny divaga sobre los detalles del asesinato mientras Wilson avanza lentamente y se prepara para capturarlo. Brent irrumpe de improviso y se produce una pelea entre los dos hombres. El arma de Brent se dispara durante la lucha y Danny escapa. Wilson y Brent persiguen a Danny por la ladera de una montaña escarpada, Danny pierde el equilibrio, cae y muere. Brent lleva su cuerpo a la casa de un vecino de Mary, arrepentido después de darse cuenta de la juventud de Danny. María llega, habiendo caminado desde su casa después de escuchar el disparo. Ella absuelve a Wilson de la responsabilidad y caminan de regreso a su casa. Wilson indica que le gustaría quedarse con ella, pero ella insiste en que se vaya.
Wilson conduce a la ciudad como un hombre cambiado. Al recordar sus palabras sobre la soledad (Sometimes people who are never alone are the loneliest), retorna a Mary y se abrazan.

## Reparto
| - Ida Lupino como Mary Malden - Robert Ryan como Jim Wilson - Ward Bond como Walter Brent - Charles Kemper como Pop Daly - Anthony Ross como Pete Santos - Ed Begley como el capitán Brawley | - Ian Wolfe como el alguacil Carrey - Sumner Williams como Danny Malden - Gus Schilling como Lucky - Frank Ferguson como Willows - Cleo Moore como Myrna Bowers - Olive Carey como la Sra. Brent |

## Recepción

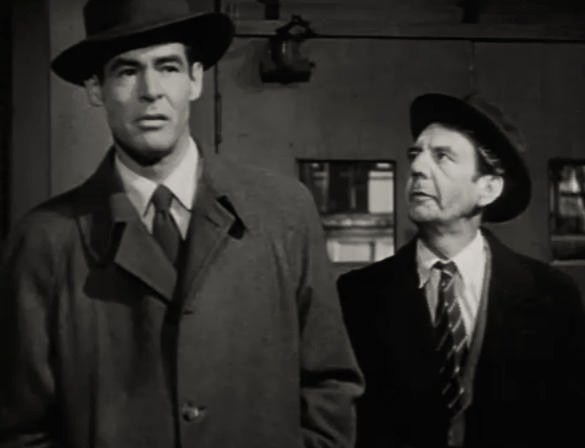
Robert Ryan y Gus Schilling

El crítico de cine del New York Times, Bosley Crowther, consideró que el guion era un fracaso que produjo malas actuaciones. Escribió: "la historia es un asunto superficial y desigual, según lo escrito por AI Bezzerides [el guionista] basándose en Mad With Much Heart de Gerald Butler. La causa del sadismo del policía se explica sólo superficialmente, y ciertamente su feliz redención se logra fácil y románticamente. Mientras Ward Bond ofrece una actuación de lo más mortificante interpretando al granjero, Ida Lupino es empalagosa como la niña ciega que derrite el corazón del policía. A pesar de toda la dirección sincera y astuta y la sorprendente fotografía al aire libre, este melodrama de RKO no logra alcanzar su objetivo".
Al crítico Dennis Schwartz apreció la película y escribió en 2005: "Una película negra esquemática de Nicholas Ray ( They Live by Night ) que supera sus artilugios artificiales para convertirse en un conmovedor drama psicológico sobre la desesperación y la soledad, uno de los mejor de este tipo en la historia del cine negro.  La feroz actuación de Robert Ryan es excelente, ya que es capaz de asegurarnos de manera convincente que tiene un verdadero despertar espiritual, mientras que el carácter amable de Lupino actúa para humanizar al luchador contra el crimen, que ha caminado sobre el "terreno peligroso" de la ciudad y nunca antes se había dado cuenta de que podría haber otro tipo de territorio hasta que conoce a alguien tan profundo y tolerante como Mary". 
Fernando F. Croce, crítico de cine de la revista Slant, admiró la película y escribió en 2006: "A caballo entre el cine negro de finales de los 40 y el drama criminal de mediados de los 50, esta es una de las grandes obras olvidadas del género. Algo flojo, el material alcanza una belleza casi trascendental en manos de Ray, un poeta de expresión angustiada: la dureza urbana de la ciudad contrasta con el austero campo nevado para obtener algunos de los efectos más desconcertantes y conmovedores de todo el cine negro. A pesar de la violencia y la intensidad constante, una película notablemente pura".
Matthias Merkelbach ve en la película la quintaesencia del cine negro: "'Decídete a ser policía, no un gángster con placa' (Make up your mind to be a cop, not a gangster with a badge). Los primeros 30 minutos de la película La casa en la sombra de Nicholas Ray son tan cine negro por excelencia que difícilmente se pueda evitar quedar asombrado. Calles oscuras, escaleras estrechas, sombras profundas: la ciudad sin nombre en la noche, obviamente Nueva York, suda envidia y codicia, desconfianza y miedo. 'Basura, eso es todo lo que manejamos: ¡basura!' (Garbage, that's all we handle: garbage!), le escupe Jim Wilson a su colega Pop Daly más de lo que dice mientras le impide violentamente golpear a un sospechoso."
Elisenda N. Frisach considera a la película como característica del estilo de Ray: "La casa en la sombra no es una excepción en cuanto a esa voz refinadamente transgresora de Ray; es más, es posible que se trate de la película donde más nítidamente se aprecia esa amalgama genérica llevada a cabo con maestría por el autor americano, que en este caso en concreto va depurando paulatinamente el discurso del filme hasta dotarlo de una cualidad abstracta y lírica con el propósito de resaltar núcleo temático del mismo: la fuerza redentora del amor [...] El filme llega a tal grado de minimalismo y abstracción que recuerda a los paisajes de invierno de las pinturas de Pieter Brueghel El Viejo, especialmente a Cazadores en la nieve (1556), dadas las concomitancias temáticas que guarda con este cuadro"

## Música
La música de la película fue compuesta por Bernard Herrmann (1911-1975). Instrumentación: flautín, 3 flautas, 2 oboes, un corno inglés, 2 clarinetes, clarinete bajo, 2 fagotes, contrafagot, 8 trompetas, 3 trompetas, 3 trombones, tuba, timbales, bombo, tam-tam, campana, piano, viola de amor y cuerdas.
Herrmann quería utilizar un oscuro instrumento barroco, la viola de amor, para simbolizar el aislamiento y la soledad de Mary Malden. El sonido del instrumento se puede escuchar gran parte del tiempo que ella está en pantalla. Herrmann quedó tan impresionado con la interpretación de Virginia Majewski que quería que se le acreditara en la película. Nicholas Ray le dijo: "No hay suficientes tarjetas", por lo que Herrmann respondió: "Ponla en la mía". En los créditos iniciales de la película, el de Bernard Herrmann dice: "Música de Bernard Herrmann - Viola de amor interpretada por Virginia Majewski".
En la marca de 35:25, los oyentes pueden escuchar una secuencia que Herrmann reutilizó en 1957 como el conocido tema de apertura de la serie de televisión Have Gun Will Travel, protagonizada por Richard Boone. La puntuación en la versión cinematográfica es solo ligeramente diferente de la del tema televisivo más conocido, la secuencia en la que aparece este tema también contiene otros fragmentos de música incidental adaptados posteriormente para su uso en el programa de televisión.